# 증인 (1969년 영화)
증인(A tanu, The Witness)은 헝가리에서 제작된 페테르 바스코 감독의 1969년 드라마, 코미디 영화이다.
1981년 칸 영화제의 주목할 만한 시선 부문에서 상영되었다. 1994년 Megint tanú라는 제목의 후속작이 제작되었다.

## 출연
- Ferenc Kállai
- Lajos Őze
- Béla Both
- Zoltán Fábri
- Lili Monori
- Károly Bicskey
- György Kézdi
- József Horváth
- Róbert Rátonyi